# Christian Schräer
Christian Schräer (* 29. Januar 1965 in Emsdetten) ist ein deutscher Fußballschiedsrichter.
Christian Schräer ist seit 1977 Schiedsrichter für Fortuna Emsdetten. Als FIFA-Schiedsrichterassistent nahm er unter anderem an der Fußball-Europameisterschaft 2004 in Portugal teil, wo er Markus Merk im Endspiel assistierte.